# Paul Boudry
Paul Boudry (Antwerpen, 2 mei 1913 - Antwerpen?, 12 februari 1976) was een Belgische kunstschilder.
Hij volgde het Hoger Instituut te Antwerpen en schilderde drie jaar naar levend model onder leiding van Isidoor Opsomer. De verfijning ontving hij echter van zijn leermeester Walter Vaes. Hij bewonderde de zeventiende-eeuwse Vlaamse bloemenschilders en bestudeerde grondig hun techniek. 
Hij was professor aan de Academie voor Schone Kunst te Berchem. Zijn grootvader Aloïs Boudry (1851-1938) studeerde te Antwerpen onder Nicaise De Keyser en zijn vader Robert Boudry (1878-1961) was een zeer bekende Antwerpse figuur door zijn stadsgezichten en vooral door de steegjes.